# Cerimonia della campanella

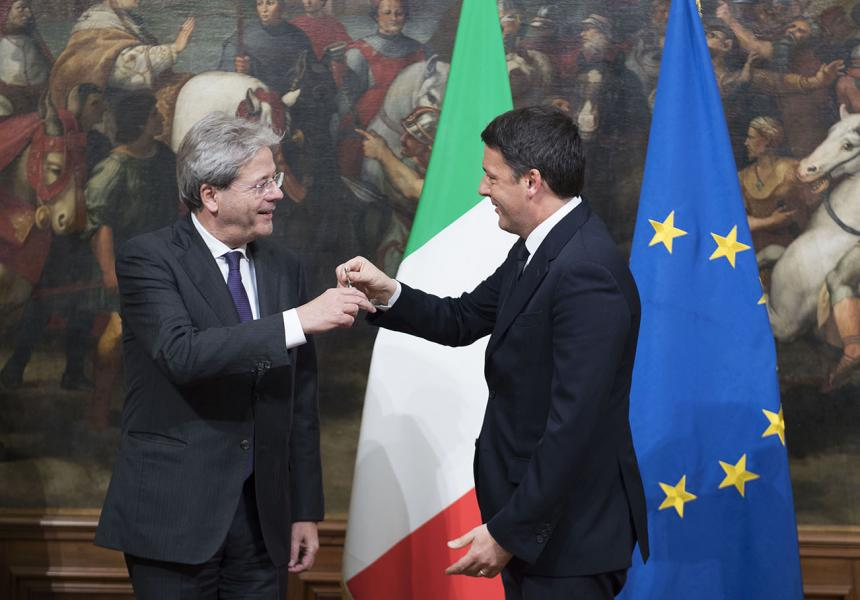
Cerimonia di insediamento del Governo Gentiloni nel 2016: Matteo Renzi (a destra) consegna a Paolo Gentiloni la campanella del Consiglio dei Ministri

La cerimonia della campanella (ufficialmente chiamata cerimonia di insediamento del nuovo Governo) è un tradizionale rito che si svolge a Palazzo Chigi in occasione di un cambio di Governo, che prevede la consegna dello strumento con cui si dà inizio alle riunioni del Consiglio dei ministri e che segna simbolicamente il passaggio di potere tra il presidente del Consiglio uscente e quello entrante.

È stata istituita nel 1996, quando al Governo Dini subentrò il Governo Prodi I.

Cerimonia della campanella, consegna da Lamberto Dini a Romano Prodi, 18 maggio 1996, passaggio dall'uscente Governo Dini al subentrante primo Governo Prodi

## Svolgimento
Dopo aver svolto il giuramento del nuovo governo nelle mani del Presidente della Repubblica al Palazzo del Quirinale, una volta giunto a Palazzo Chigi, il presidente del Consiglio dei ministri entrante viene accompagnato dal consigliere militare con cui passa in rassegna la guardia d'onore schierata nel cortile interno. Salutato il segretario generale alla Presidenza del Consiglio, il neo presidente, venendo ancora accompagnato, sale lo Scalone d'Onore e giunge nella Sala delle Galere, dove viene accolto dal presidente uscente. Assieme entrano nello Studio presidenziale per un incontro riservato, al termine del quale vengono raggiunti dal sottosegretario alla Presidenza del Consiglio entrante e da quello uscente, con i quali fanno rientro nel Salone delle Galere, dove ha luogo la simbolica cerimonia di consegna della campanella al nuovo presidente da parte del predecessore. Il neo presidente del Consiglio rientra quindi nel proprio studio, mentre il presidente uscente, accompagnato dal capo dell'Ufficio del cerimoniale di Stato e per le onorificenze attraverso lo Scalone d'Onore, giunge nel cortile interno e, dopo aver ricevuto gli onori militari da parte della guardia d'onore schierata, lascia Palazzo Chigi.

## Primo Consiglio dei ministri
Dopo che il Presidente del Consiglio uscente ha lasciato Palazzo Chigi, il nuovo esecutivo si riunisce nella Sala del Consiglio e tiene il primo Consiglio dei ministri. In questa seduta viene nominato il Sottosegretario di Stato alla Presidenza del Consiglio dei ministri Segretario del Consiglio dei ministri, nella persona già annunciata dal Presidente al Quirinale insieme alla lista dei ministri. Il Segretario non deve prestare giuramento pubblicamente, bensì appunto durante il primo Consiglio dei ministri, dopo la sua nomina prima di assumere le sue funzioni. Nel primo CdM vengono anche assegnate le deleghe ai ministri senza portafoglio.